# 撒克遜人
撒克遜人（英語：Saxons），或翻譯為薩克森人（德語：Sachsen），日耳曼蛮族之一，早年分布在現今德国境内的下萨克森北部一带，公元5世纪入侵不列颠岛。
中文史学界以“撒克逊人”指登陆不列颠岛的部分，也就是盎格魯撒克遜人的兩大先祖之一；而以“萨克森人”指留在德国境内的另一部份，但是他們已經不居住在德國北部，而是移動到德國東部的薩克森自由邦。

## 概論
撒克遜人的名字可能來自他們隨身攜帶的短刀，即“撒克斯”。
原屬日耳曼人的一个部落集团，公元前二世纪住在北欧日德兰半岛南部，公元三至五世纪经常侵扰北海沿岸并向西南移动，占有现在德国西北部大部分地区，五世纪中叶至六世纪上半叶，一部分与盎格魯人（Angles）、朱特人（Jutes）等一起渡海移居大不列颠岛，并在七至十世纪结合成为盎格魯-撒克逊人，經過長期的混居，逐漸形成現今英格蘭人的祖先。留在大陆上的撒克逊人，其氏族制度也开始解体，八世纪末被法兰克王国征服，接受了基督教，后于日耳曼人中的阿拉曼人（Alemannen）、巴伐利亚人（Bajuwaren）等结合，逐渐形成近代德意志民族。

## 參见
- 盎格魯人